# 카린 세르제리
카린 세르제리(프랑스어: Karine Sergerie, 1985년 2월 1일 ~ )는 2008년 올림픽에서 은메달을 획득한 캐나다의 전 태권도 선수이다. 베이징에서 열린 2007년 세계 선수권 대회에서는 금메달을 획득하였다.

## 수상
- 태권도 명예의 전당 입성 (2009년)[3]